# Шимунек, Ян
Ян Ши́мунек (чеш. Jan Šimůnek; род. 20 февраля 1987[…], Прага) — чешский футболист, игравший на позиции защитника.

## Карьера

### Клубная
Ян Шимунек начал заниматься футболом в небольших спортивных клубах в Швейцарии, где его отец, футболист Милан Шимунек, игравший за пражскую «Славию», в 1991 году завершил карьеру футболиста.
С 1996 по 1999 год Ян играл в молодёжных командах «Богемианс», а после «кенгуру» его командой стала пражская «Спарта». В 2005 году Шимунек дебютировал за «Спарту» в чемпионате Чехии. Для получения игровой практики Ян был отдан в аренду в «Кладно», где он провёл сезон 2006/07.
В 2007 году Шимунек перешёл в немецкий «Вольфсбург», подписав контракт до 2011 года.
В 2010 году Ян перешёл в «Кайзерслаутерн». Свою первую игру в Бундеслиге за новую команду он провёл 21 января 2012 года против «Вердера» (0:0). Первый гол за «Кайзерслаутерн» Шимунек забил 5 апреля 2013 года в ворота «Кёльна» (3:0).
9 мая 2014 года Шимунек подписал контракт с «Бохумом» до 2016 года.
Летом 2016 года перешёл в пражскую «Дуклу», подписав однолетний контракт.

## Статистика выступлений за сборную
| Матчи Яна Шимунека за сборную Чехии | Матчи Яна Шимунека за сборную Чехии | Матчи Яна Шимунека за сборную Чехии | Матчи Яна Шимунека за сборную Чехии | Матчи Яна Шимунека за сборную Чехии | Матчи Яна Шимунека за сборную Чехии | Матчи Яна Шимунека за сборную Чехии |
| ----------------------------------- | ----------------------------------- | ----------------------------------- | ----------------------------------- | ----------------------------------- | ----------------------------------- | ----------------------------------- |
| №                                   | Дата                                | Оппонент                            | Счёт                                | Голы                                | Соревнование                        |                                     |
| 1                                   | 5 июня 2009                         | Мальта                              | 1:0                                 | -                                   | Товарищеский матч                   |                                     |
| 2                                   | 12 августа 2009                     | Бельгия                             | 3:1                                 | -                                   | Товарищеский матч                   |                                     |
| 3                                   | 15 ноября 2009                      | ОАЭ                                 | 0:0                                 | -                                   | Товарищеский турнир                 |                                     |
| 4                                   | 18 ноября 2009                      | Азербайджан                         | 0:2                                 | -                                   | Товарищеский турнир                 |                                     |

## Достижения
Спарта (Прага)
- Чемпион Чехии: 2004/05

Вольфсбург
- Чемпион Германии: 2008/09